# Kurt Veit von Witzleben
Kurt Veit von Witzleben (* 7. Juni 1645 in Liebenstein; † 22. Juni 1719 in Elmeloh) war dänischer Oberjägermeister und Landdrost der Grafschaft Delmenhorst sowie Besitzer der Rittergüter Hude und Elmeloh.
Er stammte aus dem Thüringer Uradelsgeschlecht von Witzleben. Seine Eltern waren Georg Melchior von Witzleben (1595–1672) und dessen Ehefrau Agnes von Wangenheim († 1690).
Er war bis 1690 Mitbesitzer von Liebenstein; diesen Anteil verkaufte er an seinen Bruder Johann Adam von Witzleben, den Anteil an Gräfinau hingegen verkaufte er 1692 an seinen Bruder Friedrich Wilhelm von Witzleben.
Am 9. Dezember 1692 kaufte er das Lehnsgut Elmeloh von dem Bremer Rat Kasper Meyer († 1693) für 17.000 Taler. Die Abgaben für seinen Hof beliefen sich bis 1699 auf 472 Taler, mit dem Amtsantritt von Friedrich IV. stiegen die Abgaben auf 1600 Taler. Dafür erhielt er am 22. November 1701 seine Lehensbestätigung.
1685 heiratete er Eleonore Marie von Knuth aus dem Hause Leisten (* 14. Januar 1658; † 15. Februar 1707). Sie war die Tochter des schwedischen Oberstleutnants Jakob Ernst von Knuth und dessen Ehefrau Elisabeth von Maira, sowie Schwester des dänischen Oberkammerjunkers und Geheimrats Adam Levin von Kunth († 1699). Das Paar hatte drei Söhne und eine Tochter:
- Christian Friedrich (* 12. April 1686; † 11. Januar 1717), dänischer Leutnant, beigesetzt in Ganderkesee
- Christoph Burckhard (* 2. Mai 1687; † 6. Juni 1732) ⚭ Theresa Ursula von Dorgelo († 9. April 1750)
- Adam Levin (* 6. Juni 1688; † 30. Oktober 1745) ⚭ Eleanor Marie von Lüttichau (* 14. April 1669; † 13. Januar 1746)
- Charlotte Amalie (* 17. Juni 1692) ⚭  3. Juli 1710 Eberhard Hermann Jobst von Dincklage († 1755)[1], Erbherr von Schulenburg, Domherr in Minden

Eleonore Marie und ihr Mann wurden beide in der Kirche von Ganderkesee beigesetzt.